# Ruth Roura Llaverías
Ruth Roura Llaverías (* 8. Februar 2006 in Calella) ist eine spanische Tennisspielerin.

## Karriere
Roura Llaverías spielt bislang vorrangig auf der ITF Women’s World Tennis Tour und gewann bisher vier Einzel- und drei Doppeltitel.
2022 gewann sie den Titel der U16 im Einzel bei den Mutua Madrid Open, wo sie im Finale Elena Morales mit 6:3 und 6:1 besiegte.
2024 qualifizierte sie sich in Wimbledon für das Hauptfeld im Juniorinneneinzel, wo sie in der ersten Runde dann gegen Ena Koike mit 6:75, 6:4 und 5:7 verlor. Im Doppel erreichte sie an der Seite ihrer Partnerin Reina Gotō das Viertelfinale.

## Turniersiege

### Einzel
| Nr. | Datum             | Turnier                | Kategorie | Belag     | Finalgegnerin                       | Ergebnis   |
| --- | ----------------- | ---------------------- | --------- | --------- | ----------------------------------- | ---------- |
| 1.  | 10. Dezember 2023 | Valencia               | ITF W15   | Sand      | Tiantsoa Sarah Rakotomanga Rajaonah | 7:5, 6:2   |
| 2.  | 20. Oktober 2024  | Sant Vicenç de Torelló | ITF W15   | Hartplatz | Joy de Zeeuw                        | 6:1, 7:66  |
| 3.  | 1. Juni 2025      | La Vall d’Uixó         | ITF W15   | Sand      | Marcelina Podlińska                 | 6:2, 6:3   |
| 4.  | 8. Juni 2025      | Focșani                | ITF W15   | Sand      | Valentini Grammatikopoulou          | 7:64, 7:65 |

### Doppel
| Nr. | Datum             | Turnier                | Kategorie | Belag     | Partnerin           | Finalgegnerinnen                             | Ergebnis         |
| --- | ----------------- | ---------------------- | --------- | --------- | ------------------- | -------------------------------------------- | ---------------- |
| 1.  | 24. Februar 2024  | Manacor                | ITF W15   | Hartplatz | Martina Genis Salas | Rikke de Koning Marente Sijbesma             | 6:3, 2:6, [10:6] |
| 2.  | 18. Oktober 2024  | Sant Vicenç de Torelló | ITF W15   | Hartplatz | Joy de Zeeuw        | Rose Marie Nijkamp Isis Louise van den Broek | 2:6, 6:3, [11:9] |
| 3.  | 14. Dezember 2024 | Antalya                | ITF W15   | Sand      | Laura Böhner        | Chantal Sauvant Linda Ševčíková              | kampflos         |